# Джеймс Айворі
Джеймс Айворі (англ. James Ivory; 17 лютого 1765, Данді — 21 вересня 1842, Лондон) — шотландський математик. Займався теорією тяжіння однорідних еліпсоїдів, еліптичними функціями, теорією руху небесних тіл, рефракцією, теорією чисел тощо. Твори Айворі опубліковані, головним чином, в «Proceedings of the Royal Society» і «Philosophical Transactions». Найважливіші з них: «On the attractions of homogeneous ellipsoides» (1809) і «On the astronomical refractions» (1823 і 1838).
У 1806 році Айворі опублікував доказ малої теореми Ферма, заснований на тому, що цілі числаx, 2x,3x, … , (P-1)x порівнянні в деякому порядку з числами 1, 2, 3, … ,P-1. Цей доказ входить нині до всіх підручників елементарної теорії чисел.

## Біографія
Айворі народився в шотландському місті Данді, де закінчив місцеву школу. 1779 року поступив у Сент-Ендрюський університет, який був провідним в області математики. Пізніше вивчав теологію, однак після двох семестрів у Сент-Ендрюсі й одного в Единбурзькому університеті відмовився від усіх церковних ідей і в 1786 став асистентом математики та природної філософії у щойно утвореній академії в своєму рідному місті. Три роки по тому він став акціонером і керуючим компанії з виробництва гнучких спінінгів у Дугластауні, одночасно з цим продовжуючи у вільний час займатися улюбленою справою.